# Philampelini
I Philampelini Burmeister, 1878 sono una tribù di lepidotteri, appartenente alla sottofamiglia Macroglossinae della famiglia Sphingidae, diffusa nelle Americhe.

## Distribuzione
Il genere Eumorpha è diffuso con varie specie, lungo tutto il continente americano; il genere Tinostoma è invece endemico delle isole Hawaii.

## Tassonomia

### Sottotribù e generi
Questo taxon comprende due soli generi, suddivisi in 24 specie:
- Genere Eumorpha Hübner, [1807]
- Genere Tinostoma Rothschild & Jordan, 1903

### Sinonimi
Non sono stati riportati sinonimi.